# 平塚学園高等学校
平塚学園高等学校（ひらつかがくえんこうとうがっこう）は、神奈川県平塚市高浜台にある私立高等学校。通称は「平学（ひらがく）」。

## 沿革
- 1942年（昭和17年）- 平塚女子商業学校として開校
- 1949年（昭和24年）- 平塚学園商業高等学校となる
- 1963年（昭和38年）- 平塚学園高等学校と改称し、普通科設置
- 1964年（昭和39年）- 現在の高浜台に新校舎が落成
- 1989年（平成元年）- 普通科特別進学コース設置
- 1992年（平成4年）- 新館ホール棟・教室付属棟完成
- 1993年（平成5年）- オーストラリア海外研修旅行実施
- 1995年（平成7年）- 体育祭平塚学園恒例行事 エッサッサを初めて行う
- 1998年（平成10年) - 第80回全国高等学校野球選手権大会初出場
- 2001年（平成13年）- 普通科進学コース設置、平塚学園湘南研修センター完成
- 2006年（平成18年）- 普通コースを文理コースに名称変更
- 2007年（平成19年）- 教室棟冷暖房設備工事実施
- 2008年（平成20年）- 教室棟、管理棟、体育館兼講堂、耐震補強工事実施
- 2013年（平成25年）- 全国高校野球選手権神奈川県大会で準優勝

## 部活動
| 運動部 - 野球部 - 陸上競技部 - 剣道部 - ラグビー部 - 体操部 - サッカー部 - 男子バレーボール部 - 女子バレーボール部 - 卓球部 - 男子バスケットボール部 - 女子バスケットボール部 - 硬式テニス部 - 男子バドミントン部 - 女子バドミントン部 - 柔道部 - チアダンス部 | 文化部 - 吹奏楽部 - 茶道部 - 天文部 - 写真部 - 情報処理部 - 家庭部 - 理科部 - 園芸部 - 広報部 - インターアクト部 - 美術部 - 囲碁将棋部 - 地歴部 - 英会話部 |

## 進学実績
2014年度は進学者の多い順に神奈川大学、東海大学、関東学院大学、東京都市大学、法政大学、中央大学などとなっている。

## 行事
- 5月 陸上記録会
- 6月 文化祭
- 9月 体育祭
- 10月 オーストラリア修学旅行(２年次)
- 12月 スキー教室(希望者のみ)
- 2月 予餞会
- 3月 球技大会

## 交通アクセス
- 平塚駅南口 徒歩20分、またはバス「須賀保育園前」「高浜高校前」下車 徒歩1～2分

## 著名な出身者
芸能界
- 島英二[1]
- 嶋大輔※中退
- 中居正広 - 東京都立代々木高等学校定時制へ転校
- 淳士※中退
- YOSHIAKI ISHII

野球
- 阿部和広
- 岩崎智史
- 高田孝一
- 長崎元
- 柳川洋平

その他
- 山田悠介 - 作家
- 鈴木真理 - 自転車
- 日菜太 -キックボクシング
- 小松原学 -サッカー
- 小澤純子 - サッカー
- 菊池大介 - サッカー
- 内田瑞己 - サッカー
- 大森峻太 - 起業家